# Bruno (série télévisée d'animation)
Pour les articles homonymes, voir Bruno.
Bruno est une série d'animation américaine-canadienne créée par Adam Shaheen et diffusée entre le 17 septembre 2005 et le 7 avril 2007 sur Nickelodeon's Nick Jr. bloc aux États-Unis, CBC Television's Kids' CBC au Canada, et le Discovery Kids au Mexico.

## Synopsis
Bruno est un petit singe drôle qui vit des aventures farfelues.

## Personnages
- Bruno le singe
- Le narrateur